# Tarenna bartlingii
Tarenna bartlingii är en måreväxtart som beskrevs av Cornelis Eliza Bertus Bremekamp. Tarenna bartlingii ingår i släktet Tarenna och familjen måreväxter.
Artens utbredningsområde är Filippinerna. Inga underarter finns listade i Catalogue of Life.